# Dolisie
Dolisie je město v Konžské republice. Je hlavním městem departementu Niari v jihozápadní části státu. Žije v něm okolo 80 000 obyvatel a je třetím největším konžským městem.
Město bylo založeno v roce 1934 a pojmenováno podle francouzského cestovatele a důstojníka Alberta Dolisieho. Za vlády Mariena Ngouabiho v letech 1975 až 1991 byl tento název pro svůj koloniální původ nahrazen domorodým jménem Loubomo. Od roku 2013 je město sídlem římskokatolické diecéze Dolisie.
Město leží v nadmořské výšce 290 m a má tropické podnebí. V okolních lesích se těží vzácná dřeva jako milicia nebo vrcholák. S přístavem Pointe-Noire má Dolisie dobré železniční i silniční spojení.